# Герб Лозана (Португалія)
Ге́рб Лоза́на — офіційний символ містечка Лозан, Португалія. Використовується як територіальний герб. У чорному щиті перев'яз із трьох хвилястих смуг — срібної, синьої і срібної. Над ним розташоване золоте водяне колесо, під ним — золотий сніп пшеничних колосків, перев'язаний зеленою стрічкою. Щит увінчує срібна мурована містечкова корона з чотирма вежами.  Під щитом біла стрічка, на якій великими літерами напис португальською: «vila da Lousã» (містечко Лозан).  Офіційно затверджений 2 червня 1931 року.  

## Галерея

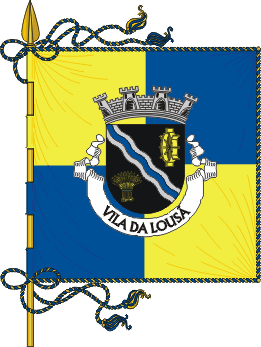
Прапор